# Чемпионат Европы по академической гребле 1953
Чемпионат Европы по академической гребле 1953 года прошёл с 13 по 16 августа на озере Багсверд в Копенгагене (Дания). 73 мужских экипажа из 19 стран разыграли награды в 7 дисциплинах (M1x, M2x, M2-, M2+, M4-, M4+, M8+). В первый день турнира прошли тестовые соревнования среди женщин, которые пока что не входили в его официальную программу. Это был первый чемпионат Европы по гребле, в котором приняли участие советские спортсмены.

## Медалисты
| Дисциплина               | Золото | Золото | Серебро | Серебро | Бронза | Бронза |
| Одиночки M1x             | Югославия · Петрица Влашич | 7:14,6 | Польша · Теодор Коцерка | 7:17,0  | Франция · Акилле Джованнони | 7:17,7 |
| Двойки парные M2x        | Швейцария · Петер Стеблер · Эрих Шривер | 6:51,4 | СССР · Эрнест Вербин · Юрий Сорокин | 6:57,8  | Югославия · Драгутин Петровечки · Милан Корошец                                                                                                | 6:58,2 |
| Двойки без рулевых M2-   | СССР · Игорь Булдаков · Виктор Иванов | 7:03,7 | Бельгия · Михел Кнёйсен · Роберт Батенс | 7:05,8  | Дания · Финн Педерсен · Кьелль Эстрём | 7:06,2 |
| Двойки с рулевыми M2+    | Франция · Ги Носбом · Клод Мартен · Даниэль Форже (р) | 7:41,1 | ФРГ Хельмут Хайнхольд Хайнц Манхен Отто Нордмайер (р)                                                                                                  | 7:42,1  | Бельгия · Рене Верхувен · Йозеф ван Тилло · Анри де Бри (р)                                                                                    | 7:44,5 |
| Четвёрки без рулевых M4- | Дания · Хельге Шрёдер · Бьёрн Брённум · Лейф Хермансен · Оле Скавениус | 6:33,2 | Норвегия · Карл Монссен · Одд Йохансон · Хьелль Гундерсен · Свейн Хансен                                                                               | 6:36,3  | Великобритания · Гэвин Соррел · Джеймс Грин · Колин Портер · Эдвард Филд                                                                       | 6:38,8 |
| Четвёрки с рулевыми M4+  | Чехословакия · Карел Мейта · Иржи Гавлис · Ян Йиндра · Станислав Луск · Мирослав Коранда (р)                                                                               | 6:41,8 | СССР · Кирилл Путырский · Георгий Брюльгарт · Георгий Гущенко · Борис Фёдоров · Борис Бречко (р)                                                       | 6:44,0  | Швейцария · Рико Бьянки · Карл Вайдман · Эмиль Эсс · Хайнрих Шеллер · Вальтер Лайзер (р)                                                       | 6:45,8 |
| Восьмёрки M8+            | СССР · Евгений Браго · Владимир Родимушкин · Слава Амирагов · Игорь Борисов · Евгений Самсонов · Леонид Гиссен · Алексей Комаров · Владимир Крюков · Александр Маянцев (р) | 6:08,1 | Дания · Флемминг Нимб · Кьелль Ларсен · Бёрге Хоугор · Эрик Скоугор · Эрнест Педерсен · Вальтер Шрёдер · Курт Андерсен · Оге Нильсен · Финн Хансен (р) | 6:12,5  | Франция · Пьер Блондьо · Жан-Жак Гиссар · Марк Буиссу · Роже Готье · Жан-Поль Пьедделуп · Жан Ривьер · Жорж Руо · Рене Лотти · Лионель Бье (р) | 6:15,1 |

## Командный зачёт
| Место | Страна         | Золото | Серебро | Бронза | Всего |
| ----- | -------------- | ------ | ------- | ------ | ----- |
| 1     | СССР           | 2      | 2       | 0      | 4     |
| 2     | Дания          | 1      | 1       | 1      | 3     |
| 3     | Югославия      | 1      | 0       | 1      | 2     |
| 4     | Франция        | 1      | 0       | 2      | 3     |
| 5     | Швейцария      | 1      | 0       | 1      | 2     |
| 6     | Чехословакия   | 1      | 0       | 0      | 1     |
| 7     | Бельгия        | 0      | 1       | 1      | 2     |
| 8     | Норвегия       | 0      | 1       | 0      | 1     |
| 8     | Польша         | 0      | 1       | 0      | 1     |
| 8     | ФРГ            | 0      | 1       | 0      | 1     |
| 11    | Великобритания | 0      | 0       | 1      | 1     |
| Всего | Всего          | 7      | 7       | 7      | 21    |

 Страна — хозяйка соревнований